# Jean Guitton
Jean Guitton (* 18. August 1901 in Saint-Étienne; † 21. März 1999 in Paris) war ein französischer Philosoph und Schriftsteller katholisch-christlicher Prägung. Er war der erste Laie, dem jemals auf einem Konzil das Wort erteilt wurde.

## Leben
Jean Marie Pierre Guitton wurde 1901 in Saint-Étienne geboren. Als Sohn einer Unternehmerfamilie wuchs er zusammen mit seinem Bruder Henri auf, der ein bekannter Ökonom wurde. Die Eltern, Auguste Guitton und Gabrielle geb. Bertrand, werden in seinen autobiographischen Schriften mit großem Respekt vorgestellt, insbesondere seine Mutter rühmt Guitton. Erst spät verheiratet, blieb das Ehepaar Marie-Louise (geb. Bonnet) und Jean Guitton kinderlos.
Guitton besuchte das Lycée de Saint-Étienne, dann das Lycée Louis-le-Grand in Paris. Er studierte von 1920 bis 1923 an der École normale supérieure (de la rue d’Ulm), die er als Agrégé der Philosophie abschloss. Er promovierte 1933 mit einer Arbeit über Plotin und Augustinus. Als Lehrer an verschiedenen Lycées tätig (in Troyes, Moulins, Lyon), wurde Guitton 1937 zum Philosophieprofessor in Montpellier berufen. Sein Profil war sehr konservativ.
1940 geriet Guitton in deutsche Kriegsgefangenschaft, die bis 1945 andauerte. Er war interniert im Lager Oflag IV-D im sächsischen Hoyerswerda.
Zunächst lehrte er am Lycée von Avignon, politisch belastet durch sein Journal de captivité. Rehabilitiert erlangte er in der Nachkriegszeit 1948 in Dijon eine Professur und erst seit 1955 (bis 1968) für Philosophiegeschichte an der Sorbonne. Bis kurz vor seinem Ableben 1999 in Paris blieb der Schriftsteller literarisch sehr produktiv.
Einem breiteren Publikum wurde Guitton durch sein „Portrait de M. Pouget“ bekannt, in dem er 1941 einen tragisch erblindeten, aber geistlich besonders weitsichtigen Lazaristenpriester vorstellte, dessen persönliches Vertrauen er in langen Gesprächen gewann. Das einzige fiktionale Werk ist „Césarine ou le soupçon“ von 1947. Im Übrigen trat Guitton mit zahlreichen Schriften zur Philosophie und Theologie hervor. Dies brachte ihm die Anerkennung ein, zu den bedeutenden katholischen Denkern des 20. Jh. zu gehören und überdies einer der ersten „Laientheologen“ gewesen zu sein. Im Jahr 1961 zum Mitglied der Académie française berufen (in der Nachfolge von Léon Bérard), seit 1987 überdies Mitglied der Académie des sciences morales et politiques, blieb Guitton zeitlebens ein beachteter französischer Intellektueller bürgerlich-religiösen Profils. Außerdem fanden auch die von Guitton mehrfach ausgestellten Gemälde von eigener Hand einige Beachtung.

## Guitton und das Papsttum
Nachdem Guitton bereits 1937 einmal mit Kardinalstaatssekretär Pacelli zusammentraf (der ihn 1958 als Papst Pius XII. abermals empfing), um dort für den Bibelwissenschaftler Marie-Joseph Lagrange und insbesondere dessen Forschungen zu Mose einzutreten, freundete er sich in der Nachkriegszeit mit dem in Paris tätigen Nuntius Angelo Roncalli an. Diesem war das Buch von Guitton über den französischen Kardinal Saliège positiv aufgefallen. Saliège hatte sich im Widerstand für die Juden eingesetzt und dachte ökumenisch offen. Als einer der ersten formulierte Saliège, dass die bisherige action catholique keine gesellschaftliche Gruppe sein dürfe, sondern sich (als Bewegung der Präsenz des Evangeliums) in der ganzen Breite der Gesellschaft artikulieren solle. Im Jahr 1949 veröffentlichte Guitton ein Werk über La Vierge Marie, in dem er die katholische Marienverehrung im heutigen Zeithorizont plausibel darstellte. Ein Mitarbeiter des Hl. Offiziums, der spätere Kardinal Pietro Parente, hegte den Verdacht, diese théologie laïque gebe die katholische Lehre verkürzt wieder (insbesondere hinsichtlich des frühen Wissens der Gottesmutter um die Identität ihres Kindes). Roncalli empfahl Guitton also, mit dem Substituten im Staatssekretariat, Montini, in Kontakt zu treten. Am 8. September 1950 begründete das erste Gespräch der beiden eine lebenslange, freundschaftliche Beziehung. Über 27 Jahre hinweg trafen sich die beiden Dialogpartner immer wieder an diesem Marienfest (aber auch bei anderen Gelegenheiten).
Guitton veröffentlichte 1967 ein Porträt Montinis. Erstmals in der Geschichte des Papsttums wurden gleichsam private Gedanken eines regierenden Papstes veröffentlicht, wenn auch in literarisch überarbeiteter Form. Später erschienen ähnliche private Bücher über andere Päpste. Im Juni 1988 unternahm Guitton im Auftrag des Papstes einen dramatischen, aber erfolglosen Versuch, die nicht erlaubten Bischofsweihen des traditionalistischen Bischofs Lefebvre zu verhindern. Obwohl Guitton mit Lefebvre persönlich bekannt war, vermochte er nicht, den „Rebellen“ von der katholischen Authentizität des Zweiten Vatikanischen Konzils zu überzeugen.
Jean Guitton wurde bereits von Papst Johannes XXIII. als Beobachter zum Zweiten Vatikanischen Konzil eingeladen. Im Auftrag Papst Pauls VI. sprach er am 3. Dezember 1963 zu den Konzilsvätern über die Ökumene, die Guitton von Jugend auf ein Anliegen war. (Insbesondere suchte er Kontakt zu den Anglikanern, etwa zu Lord Halifax.) Seinen Petit Catéchisme für Kinder schrieb Guitton 1977 auf Bitten Papst Johannes Pauls I., das Porträt über Marie-Joseph Lagrange 1992 auf Wunsch Kardinal Ratzingers.

## Katholizismus und modernes Denken
Guitton, der mit großer Intensität die Beziehungen zwischen dem katholischen Dogma und dem heutigen Geisteshorizont bearbeitet hat, war damit der erste Laie, dem jemals auf einem Konzil das Wort erteilt wurde. Diese besondere Ehre wurde sogar von Charles de Gaulle gewürdigt, den Guitton, trotz politischer Gegensätze in der Zeit vor 1945, einmal zu einer persönlichen Aussprache aufsuchte (wie ihn später auch gelegentlich François Mitterrand kontaktierte). Den Lebensweg Guittons zeichnen weitere bemerkenswerte Begegnungen aus. Als Schüler von Henri Bergson traf Guitton auch mit dessen Widerpart am Collège de France zusammen, nämlich Alfred Loisy, dem Hauptvertreter des schon früh gescheiterten Modernismus, welcher die Spannung zwischen Glaube und Wissen zugunsten des aktuellen wissenschaftlichen Erkenntnisstandes aufzulösen unternahm. Bergson hingegen, jüdischer Herkunft, näherte sich aus wissenschaftlicher Redlichkeit heraus immer mehr der Überzeugung an, dass es zwei Quellen der Religion und der Moral geben müsse, eine anthropologisch fassbare Quelle im religiösen Verhalten der Menschen, aber eben auch die andere, das Mysterium. Dessen Vollbild, jedweder Gnosis unbegreiflich bleibend, erblickte Bergson in Jesus Christus, und zwar so, wie ihn die Evangelien der Kirche schildern.
Die philosophischen Schriften von Jean Guitton widmen sich daher stets der Frage nach dem Verhältnis von Zeit und Ewigkeit, der Geschichte, ihrer Entwicklung und ihrer Bestimmung. Guitton knüpft damit außer an Bergson auch an John Henry Newman und Jacques Maritain an. Mit dem Werk "L'Église et l'Évangile" antwortete Guitton 1959 auf Alfred Loisy. Guitton hat aus philosophischer Sicht, angeregt durch Lagrange, auch die Bibelkritik und ihr Verhältnis zum katholischen Dogma aufgegriffen. In Deutschland blieb das literarische Schaffen des Denkers bislang weithin unerforscht.
In seinem "Testament philosophique" von 1997 (dt.: "Mein Jüngstes Gericht", 2001) fasst Guitton seinen Weg narrativ zusammen: In einem fiktiven apologetischen Gespräch mit Blaise Pascal erläutert er, dass es unausweichlich sei, das Absolute absolut zu setzen. Gott persönlich anzubeten sei demgegenüber der zweite Schritt. Es gebe nur die Wahl zwischen Theismus (Gottesglaube) und Pantheismus (Glaube an ein immanentes Absolutum). Die Gründe für das Christentum nennt Guitton in einem weiteren fiktiven Gespräch mit Bergson. Es stütze sich auf die historische Wahrscheinlichkeit, dass die Evangelien ein wahrhaftiges, historisches Geschehen berichten, die Auferstehung Jesu, sowie die Authentizität der apostolischen Zeugen. Ein drittes Gespräch, fiktiv mit Papst Paul VI. geführt, lässt Guitton für den Katholizismus argumentieren, dass dieser die einzige Religion sei, die Gehorsam fordere, in dem Sinne, dass dieser zugleich die Freiheit erschließe. Er habe eine Synthese aus Aristoteles, Augustinus und Bergson versucht, fasst Guitton zusammen.
Er hält auch in seinen letzten Veröffentlichungen daran fest, dass eine neue christliche Philosophie möglich und im 3. Jahrtausend sogar wahrscheinlich ist. Daher nannte es sich selbstbewusst und bescheiden zugleich "ein Fossil der Zukunft".

## Diskussion über die Entstehung des Universums mit den Physikern Grichka und Igor Bogdanov
In seinem 1991 in Frankreich erschienenen Buch über Dieu et la science. Vers le métaréalisme kommt Guitton nach einem dort abgedruckten Gespräch mit den beiden Physikern (das übrigens nicht von ihm, sondern von letzteren angeregt wurde) zum neo-thomistischen Schluss:
"Ich fordere den Leser also auf, über die drei Merkmale nachzudenken, die diesen [metarealistischen] Rahmen zu definieren scheinen:
- Geist und Materie bilden ein und dieselbe Realität
- der Schöpfer dieses Universums aus Materie und Geist ist transzendent
- die Realität "an sich" dieses Universums ist nicht erkennbar

Ist unser Vorgehen legitim? Jedenfalls findet es ein verwirrendes Echo in der Philosophie eines Denkers, der im tiefen Mittelalter die Eingebung dessen hatte, was den Metarealismus ankündigte,  Thomas von Aquin. Als Metaphysiker, Logiker und Theologe zugleich hat er sich vorgenommen, den christlichen Glauben mit der rationalen Philosophie von Aristoteles zu versöhnen."
Igor Bogdanov beschreibt in diesem Gespräch unter anderem die Unmöglichkeit, singuläre Ereignisse für die Quantenmechanik vorauszusagen. Er beruft sich hier auch auf den Zerfall von Radium. In 1600 Jahren wird die Hälfte der Radiumatome verschwunden sein, aber man kann nicht voraussagen, welche dies sein werden. Somit kann man zwar für eine Gruppe von Teilchen Aussagen treffen, für Einzelne jedoch nicht.
Auch thematisiert er den Zufall. Mathematiker entwickelten Zufall produzierende Maschinen, diese müssten aber, um auf ähnliche Zahlen zu kommen, wie sie zur Entstehung des Universums notwendig seien, unendlich lange rechnen.
Auch ist die Wahrscheinlichkeit, dass alles durch Zufall erschienen sei, gleich Null.
Grichka Bogdanov betont zudem zur Entstehung des Lebens: "Damit die Verbindung der Nucleotiden 'durch Zufall' zur Entwicklung eines verwendbaren RNS-Moleküls führt, hätte die Natur ihre Versuche 'aufs Geratewohl' hunderttausend mal länger fortsetzen müssen, als unser Universum alt ist..."
Jean Guitton nutzt diese Thesen der Bogdanovs, um zu behaupten, dass es einen höheren Grad von Ordnung geben müsse - etwas Universelles, wie Gott.

## Werke (Auswahl)
- Le temps et l'eternité chez Plotin et Saint Augustin, 1933*
- La philosophie de Leibniz, 1933
- Le cantique des cantiques, 1934
- Actualité de Saint Augustin, 1935
- La Pensée moderne et le catholicisme (7 Bde. 1934–1950)
  - Perspectives (1934)
  - Newman et Renan (1938)
  - La Pensée de M. Loisy (1936)
  - Critique de la critique (1937)
  - Le Problème de la connaissance et de la pensée religieuse
  - Le Problème de Jésus et le fondement du témoignage chrétien (1946)
  - Développement des idées dans l'Ancien Testament (1947)

- Le livre des vocations, 1935
- Portrait d'une mère, 1935
- Portrait de M. Pouget, 1941* (2: 1959, Tb. 1985; dt. Synthese des Christlichen, 1959)
- Justification du temps, 1941 (2: 1993)
- Journal de captivité, 1943*
- Pages pour les jeunes, 1945
- Conseils à deux enfants, 1946
- Le problème de Jésus, 1946*
- Nouvel art de penser, 1946*
- La philosophie de Newman, 1946
- Césarine, 1947
- Difficulté de croire, 1948
- Essai sur l'amour humain, 1948* (dt. Vom Wesen der Liebe zwischen Mann und Frau, 1960)
- L'Existence temporelle, 1949* (2: 1989)
- La Vierge Marie, 1949* (2: 1954) (dt. Die Jungfrau Maria, 1957)
- Le travail intellectuel, 1951* (2: 1985)
- Pascal et Leibniz, 1951
- Dialogues avec M. Pouget, 1954* (2: 1999)
- Jésus, 1956 (2: 1970, Tb. 1999; dt. 1961)
- Invitation à la pensée et à la vie, 1956*
- Apprende à vivre et à penser, 1957
- Le Cardinal Saliège, 1957*
- L'Église et l'Évangile, 1959*
- La vocation de Bergson, 1960*
- Platon, 1960*
- Une mère dans sa vallée, 1961* (2: 1978)
- Une femme dans la maison, 1961
- Problème et mystère de Jeanne d'Arc, 1961*
- Le Clair et l'Obscur, 1964
- Léon Bérard, 1962*
- Dialogue avec les précurseurs, 1962*
- Génie de Pascal, 1962
- Regard sur le concile, 1962*
- Images de la Vierge, 1963
- L'Église et les laics, 1963* (dt. Mitbürgen der Wahrheit, 1964)
- Vers l'unité dans l'amour, 1963*
- Le Christ écartelé, 1963* (2: 1981. Crise dans l'église; dt. Der geteilte Christus, 1965)
- [La conversion de] Ratisbonne, 1964*
- Siloe, heures de méditation en terre sainte, 1965*
- Livre d'heures, 1966*
- Dialogues avec Paul VI, 1967* (dt. Dialog mit Paul VI., 1967)
- La pensée et la guerre, 1969*
- La dernière heure, 1969*
- Histoire et destinée, 1970
- Critique religieuse, 1970
- Profils parallèles (1970)
  - Newman et Renan
  - Pascal et Leibniz
  - Teilhard et Bergson
  - Claudel et Heidegger
- Ce que je crois (1971)
- L'amour divin, 1971*
- Le catholicisme, 1972*
- Rue du Bac ou la superstition depassée, 1973
- écrire comme on se souvient, 1974*
- Paul VI et l'année sainte, 1974
- Prières pour l'année sainte, 1974
- Journal de ma vie, 1976
- Nouvel éloge de la philosophie, 1977*
- Philosophie de la résurrection, 1977*
- L'évangile dans ma vie, 1977 (2: 1990; dt. Zwischen den Zeilen des Evangeliums, 1979)
- Mon petit Catéchisme. Dialogue avec un enfant, 1978 (2: 1992)
- Paul VI secret, 1979
- Le temps de une vie, 1980
- Jugements, 1981
- Pages brûlées, 1984
- L'absurde et le mystère, 1984
- Portrait de Marthe Robin, 1985
- Silence sur l'essentiel, 1986
- Le Nouveau Testament: une nouvelle lecture, 1987
- Un siècle, une vie, 1988*
- Portraits et circonstances, 1989
- Dieu et la science, 1991 (dt. Gott und die Wissenschaft, 1993)
- L'impur, 1991
- Portrait du Père Lagrange, 1992
- Les pouvoirs mystérieux de la foi, 1993
- Lettres ouvertes, 1993
- Celui qui croyait au ciel et celui qui ne croyait pas, 1994
- Le genie de Thérèse de Lisieux, 1995 (Vorausgabe: 1962)
- A la recherche de Dieu, 1996
- Chaque jour que Dieu fait, 1996
- Le siècle qui s'annonce, 1997
- Mon testament philosophique, 1997 (dt. Mein jüngstes Gericht, 2001)
- Le Livre de la sagesse et des vertus retrouvées, 1998
- Ultima verba, 1998

Oeuvres complètes (1978):
- Bd. 1: Portraits
- Bd. 2: Critique religieuse
- Bd. 3: Sagesse
- Bd. 4: Philosophie
- Bd. 5: Journal de ma vie
- Bd. 6: Oecuménisme

Die oben mit * bezeichneten Werke sind in den Oeuvres complètes enthalten.